# Kobaoua
Kobaoua est une localité située dans le département de Tongomayel de la province du Soum dans la région Sahel au Burkina Faso. Le village est situé au sud environ quinze kilomètres de la ville de Togomayel.

## Santé et éducation
Le village possède deux écoles primaires publiques.